# Kid Ink
Kid Ink, pseudonimo di Brian Todd Collins (Los Angeles, 1º aprile 1986), è un rapper, cantautore e produttore discografico statunitense. Collins ha pubblicato il suo album di debutto indipendente Up & Away nel 2012, a seguito di un EP intitolato Almost Home, e il suo primo album in studio, My Own Lane nel 2014. Quest'ultimo ha generato i singoli "Show Me" (con Chris Brown), "Iz U Down " (con Tyga), e " Main Chick" (con Chris Brown). Il 3 febbraio 2015, ha pubblicato il suo terzo album in studio Full Speed, che ha generato i singoli "Body Language" (con Usher e Tinashe), "Hotel" (con Chris Brown) e "Be Real" (con Dej Loaf).
Il 25 dicembre 2015, ha pubblicato un mixtape commerciale a sorpresa, Summer in the Winter, con il singolo di supporto "Promise" (con Fetty Wap). Nel 2016, Kid Ink ha pubblicato un mixtape RSS2 e un EP 7 Series con il singolo principale "F with U" (con Ty Dolla Sign) nel 2017. Nel dicembre 2018, ha pubblicato l'EP Missed Calls supportato dal singolo "YUSO" (con Lil Wayne e Saweetie).

## Biografia
Nato il 1º aprile 1986 a Los Angeles, California, il rapper statunitense è attualmente sposato con la modella di fitness Asiah Azante, con cui ha anche una figlia nata nel febbraio 2016.
Kid Ink ha oltre 100 tatuaggi su viso, schiena, braccia, mani e busto. Ha fatto il suo primo tatuaggio quando aveva 16 anni e da allora è stato "dipendente" dai tatuaggi. I suoi preferiti includono i ritratti di sua madre e suo nonno sul petto e una tigre sulla parte anteriore del collo, che rappresenta il suo segno di nascita cinese. Ha mostrato i suoi tatuaggi per una delle pubblicità anti-pelliccia "Ink Not Mink" di PETA nel 2013.

## Carriera

### 2005-2012: I primi Mixtapes eUp & Away
Avvicinatosi alla musica già da adolescente componendo battute musicali nel doposcuola, la carriera del rapper prende avvio ufficialmente all'età di 22 anni. Col rilascio del suo primo mixtape World Tour nel 2010, Collins, ai tempi chiamato Rockstar, incomincia a guadagnarsi una certa popolarità nel mondo dell'hip-hop, tanto da attrarre il dj III Will, che lo prende con sé sotto l'etichetta The Alumni Group e ne cambia il nome d'arte in Kid Ink. Nel mixtape, sono presenti Bow Wow, Sean Kingston, Ray J, Maejor Ali e Cory Gunz. Nel 2011, Kid Ink ha rilasciato il suo secondo mixtape, chiamato Crash Landing. Tra gli altri, nel mixtape spiccano le collaborazioni con Meek Mill, Ty Dolla$ign e Roscoe Dash. Durante l'estate del 2011, Kid Ink ha pubblicato il suo terzo mixtape, intitolato Daydreamer, scaricabile in free download. Nel mixtape, sono presenti Bow Wow, Sean Kingston, Ray J, Maejor Ali e Cory Gunz. Nel settembre 2011, ha pubblicato il suo quarto mixtape, chiamato Wheels Up. Nel mixtape, tra gli altri, sono presenti Tyga, 2 Chainz e Nipsey Hussle. Il 12 giugno 2012, Kid Ink ha pubblicato il suo primo album in studio Up & Away, prodotto da Ned Cameron e Jahlil Beats. L'album ha debuttato alla posizione numero 20 nella classifica US Billboard 200. I singoli estratti dall'album, sono stati Time Of Your Life, Lost In The Sauce, Drippin', Hell & Back, Is It You e Roll Out. Il 21 novembre 2012, Kid Ink ha pubblicato il suo quinto mixtape, dal titolo Rocketshipshawty.

### 2013-14: L'approdo in RCA Records,Almost HomeeMy Own Lane
Il 4 gennaio 2013, Kid Ink firma sotto l'etichetta RCA Records. Il 22 gennaio 2013, pubblica il suo nuovo singolo Bad Ass, in collaborazione con Meek Mill e Wale. La canzone, ha raggiunto la posizione numero 90 nella classifica Billboard Hot 100 e la posizione numero 27 nella classifica Hot R & B / Hip-Hop Songs. Il 28 maggio 2013, Kid Ink ha pubblicato un EP intitolato Almost Home. In questo EP, Kid Ink ha collaborato con French Montana, Meek Mill, Wale, ASAP Ferg, Rico Love e altri. L'EP, ha debuttato alla posizione numero 27 nella classifica Billboard 200. Per promuovere l'EP, Kid Ink ha pubblicato il singolo Money And The Power. Il singolo, è stato inserito nel videogioco NBA Live 2014 ed è presente anche in WrestleMania 31. Il 17 settembre 2013, ha pubblicato Show Me, il primo singolo del suo secondo album in studio dal titolo My Own Lane. Il singolo è stato prodotto da Mustard e vede la collaborazione di Chris Brown. Il 4 novembre 2013, ha rivelato che l'album sarebbe stato pubblicato il 7 gennaio 2014. Show Me è stato certificato disco d'oro dalla RIAA il 13 gennaio 2014.

### 2015-2017:Full SpeedeSummer In The Winter
Il 9 settembre 2014, Kid Ink pubblica Body Language, il suo primo singolo tratto dal suo terzo album in studio Full Speed. Il singolo, è stato realizzato in collaborazione con Usher e Tinashe. L'album è stato pubblicato il 3 febbraio 2015, e ha raggiunto la posizione numero 14 nella classifica US Billboard 200. Altri singoli ad essere stati rilasciati, sono Hotel con Chris Brown, Be Real con Dej Loaf e Dolo con R. Kelly. Il 25 dicembre 2015, ha pubblicato il suo nuovo album in studio dal titolo Summer In The Winter. Tra gli altri, il singolo che ha ottenuto più successo è Promise, in collaborazione con Fetty Wap.
Sempre nel 2015, Kid Ink collabora nel singolo Worth It del gruppo femminile statunitense Fifth Harmony, ottenendo un notevole successo internazionale. Viene successivamente inserito nella sonora del film Fast & Furious 7 all'interno del brano Ride Out in collaborazione con Tyga, YG, Wale e Rich Homie Quan. Negli anni successivi pubblica diversi mixtape e singoli, incluse collaborazioni con altri artisti; il mixtape RSS2 viene pubblicato sulle principali piattaforme streaming nel 2017. Sempre nel 2017 esegue un cameo nel ruolo di se stesso nel film #RealityHigh.

### 2018-presente:Alive
Dopo aver pubblicato altri singoli e collaborazioni negli anni presedenti, nel 2021 l'artista pubblica il suo quinto album Alive a sei anni di distanza dal precedente.

## Influenze musicali
Il rapper ha dichiarato che il suo stile musicale è particolarmente influenzato dai produttori Timbaland, Pharrell Williams e Swizz Beatz.

## Discografia

### Album in studio
- 2012 - Up & Away
- 2014 - My Own Lane
- 2015 - Full Speed
- 2015 - Summer in the Winter
- 2021 - Alive

### EP
- 2013 - Almost Home

### Mixtape digitali
- 2010 - World Tour
- 2010 - Crash Landing
- 2011 - Daydreamer
- 2011 - Wheels Up
- 2012 - Rocketshipshawty

### Singoli
- 2011 - Hero
- 2012 - Tuna Roll
- 2012 - I Just Want It All
- 2012 - Time Of Your Life
- 2012 - Lost In The Sauce
- 2012 - Keep It Rollin'
- 2012 - What I Do
- 2013 - Bad Ass ft. Meek Mill, Wale
- 2013 - Money And The Power
- 2013 - Show Me ft. Chris Brown
- 2013 - Iz You Down ft. Tyga
- 2014 - Main Chick ft. Chris Brown, Tyga
- 2014 - Body Language ft. Usher, Tinashe
- 2015 - Hotel ft. Chris Brown
- 2015 - Be Real ft. Dej Loaf
- 2015 - Ride Out ft. Tyga, Wale, YG, Rich Homie Quan
- 2015 - Dolo ft. R. Kelly
- 2015 - Promise ft. Fetty Wap
- 2016 - Nasty ft. Jeremih, Spice
- 2017 -  Swish ft. 2 Chainz
- 2018 - YUSO ft. Lil Wayne, Saweetie

### Collaborazioni
- 2011 - When I Sleep (Lil Wayne ft. Kid Ink)
- 2011 - Touchdown (The Rangers ft. Kid Ink, Soulja Boy)
- 2012 - That's All (Ty Dolla$ign ft. Kid Ink)
- 2012 - Let It Go (Glasses Malone ft. Kid Ink, E-40)
- 2013 - Pussy On My Mind (Bow Wow ft. Kid Ink)
- 2013 - On The Low (Logic ft. Kid Ink, Trinidad James)
- 2013 - CNN (Mustard ft. Kid Ink)
- 2013 - Creez (Ty Dolla$ign ft. Kid Ink, B.o.B)
- 2013 - Fashion (Dizzy Wright ft. Kid Ink, Honey Cocaine)
- 2014 - Kama Sutra (Jason Derulo ft. Kid Ink)
- 2014 - Rude (Remix) (MAGIC! ft. Kid Ink, Ty Dolla$ign, Travis Barker)
- 2014 - Me Too (King Los ft. Kid Ink, Jeremih)
- 2014 - Next (Remix) (Sevyn Streeter ft. Kid Ink)
- 2014 - Delirious (Steve Aoki ft. Kid Ink, Tujamo, Chris Lake)
- 2014 - Me And My Team (Maejor Ali ft, Kid Ink, Trey Songz)
- 2014 - Red Cup (E-40 ft. Kid Ink, T-Pain, B.o.B)
- 2014 - Love Me No More (Chris Brown ft. Kid Ink)
- 2015 - Dangerous (Prince Royce ft. Kid Ink)
- 2015 - Dum Dada (Pia Mia ft. Kid Ink)
- 2015 - Worth It (Fifth Harmony ft. Kid Ink)
- 2015 - Baby's In Love (Jamie Foxx ft. Kid Ink)
- 2015 - I'm Up (Omarion ft. Kid Ink, French Montana)
- 2015 - 100 (Travis Barker ft. Kid Ink, Tyga, Ty Dolla Sign, Iamsu!)
- 2015 - That's How You Know (Nico & Vinz ft. Kid Ink, Bebe Rexha)
- 2015 - Get Home (JR Castro ft. Kid Ink, Quavo)
- 2016 - Good Good (Lil Durk ft. Kid Ink, Dej Loaf)
- 2016 - Roll Sum Up (Fetty Wap ft. Kid Ink)
- 2016 - Your Number (Remix) (Ayo Jayy ft. Kid Ink, Chris Brown)
- 2017 - Touch (Little Mix ft. Kid Ink)
- 2017 - Love You (Axwell \/ Ingrosso ft. Kid Ink)